# Isole Marías
Le Isole Marías sono un arcipelago di quattro isole localizzato nell'Oceano Pacifico a 112 km dalle coste dello Stato messicano di Nayarit, dalle quali dipendono.
L'isola più grande, l'Isola María Madre (126,4 km²) ha un'altitudine massima di 616 metri s.l.m., e ospita la Colonia penale federale delle Isole Marías fondata nel 1905.
Le altre tre isole sono: l'Isola María Magdalena (86,6 km²), l'Isola María Cleofás (27,3 km²) e l'Isola San Juanito (12,3 km²), la più piccola; la superficie totale delle isole è di 252,6 km².